# Alexius Meinong
Alexius Meinong (17 de juliol de 1853 - Graz, Àustria, 27 de novembre de 1920) va ser un filòsof austríac. Meinong neix a Lemberg (a la Galícia "austríaca"), avui coneguda com a Leópolis, a Ucraïna. Després d'haver freqüentat el Gimnàs acadèmic de Viena, va estudiar història i filosofia a la Universitat de Viena sota la direcció de Franz Brentano (1875 - 1878). El 1878 es va transferir a la universitat Karl Franzens de Graz com a successor de Riedl, en aquesta universitat arriba al càrrec de professor extraordinari en filosofia (1882). Va accedir a la càtedra de filosofia de la Universitat de Graz, on va fundar el 1894 l'Institut Psicològic de Graz i l'Escola de Psicología Experimental (es va fer cèlebre en la seva època l'escola de psicología experimental de Graz). Meinong va supervisar la tesi de graduació de Christian von Ehrenfels (fundador de la teoria guestáltica). Va ser també el supervisor de les habilitacions d'Alois Höfle i Anton Ölzen-Newin.
D'altra banda, a més de la influència del seu mestre Brentano, va rebre una forta influència de la fenomenologia creada pel seu condeixeble Edmund Husserl. És per això que Meinong assaja la creació d'una nova ciència que intenta l'estudi del previ a l'experiència (l'a priori) sostraient per a aquesta comesa la intencionalitat del context molt subjectivista al que havia arribat la fenomenologia de Husserl. Considera que els "objectes inexistents" són apriorístics i no obstant això promotors d'intencionalitat i, per això, com els objectes existents, constituents de la consciència, lluny està Meinong de caure en el solipsisme, sinó que estudia la configuració -en la consciència- d'aquestes entitats inexistents a partir d'una objectivitat real.